# Mesoligia unicolor
Mesoligia unicolor är en fjärilsart som beskrevs av W. Warren 1911. Mesoligia unicolor ingår i släktet Mesoligia och familjen nattflyn. Inga underarter finns listade i Catalogue of Life.